# 帕坦布科區

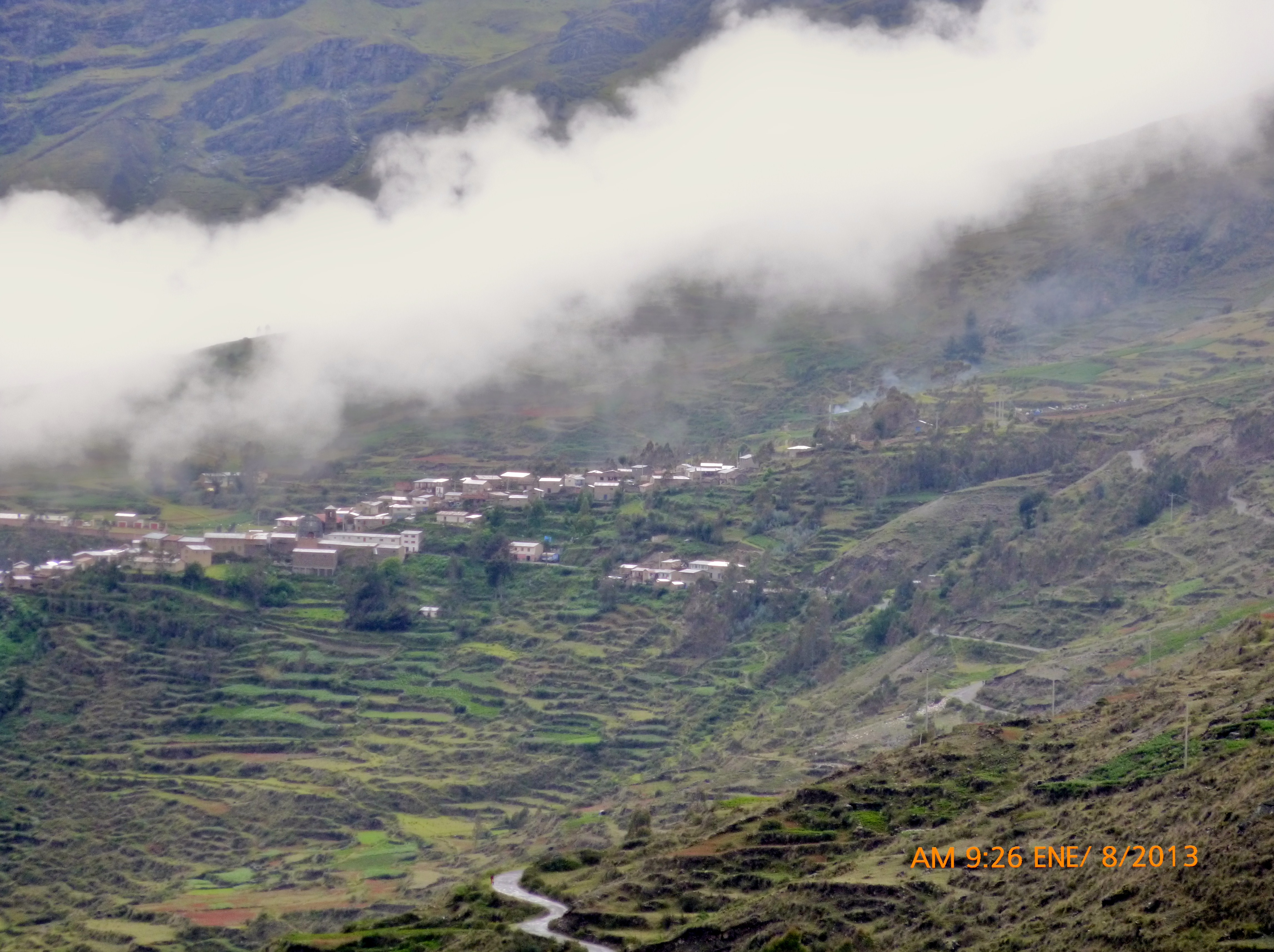

帕坦布科區（西班牙語：Distrito de Patambuco），是秘魯的一個區，位於該國東南部普諾大區的桑迪亞省，面積462.72平方公里，海拔高度3,588米，2005年人口4,833，人口密度每平方公里10人。